# Le Vibal
Le Vibal település Franciaországban, Aveyron megyében. Lakosainak száma 524 fő (2022. január 1.). Le Vibal Agen-d’Aveyron, Arques, Bertholène, Flavin, Montrozier, Pont-de-Salars, Sainte-Radegonde és Ségur községekkel határos.

## Népesség
A település népességének változása:
| Lakosok száma | 558  | 488  | 449  | 498  | 491  | 507  | 507  | 510  | 510  | 524  |
|               | 1968 | 1982 | 1990 | 2006 | 2013 | 2015 | 2017 | 2019 | 2020 | 2022 |